# Lego: Приключения Клатча Пауэрса
«Lego: Приключения Клатча Пауэрса» (англ. Lego: The Adventures of Clutch Powers) — полнометражный мультфильм, снятый Threshold Animation Studios по заказу корпорации Lego и выпущенный на DVD. От создателей мультфильма Все персонажи, транспортные средства и здания построены из деталей этого известного конструктора. Главными героями являются мини-фигурки людей.
При создании мультфильма использовалась технология CGI и Lego-анимация.
В мультфильме встречаются персонажи и конструкции из определённых тематических подборок, права на которые принадлежат исключительно Lego: Миссия на Марс, Космическая полиция III, Город, Горняки-проходчики, Замок, Агенты. Серии, разработанные совместно с другими компаниями (Индиана Джонс, Звёздные Войны), из-за возможных проблем с авторскими правами, а также из-за того, что они и так достаточно разрекламированы, в мультфильм включены не были.
В январе 2010 года появились афиши, изображавшие Клатча с мечом в руках, Клатча и его команду в антураже серии «Миссия на Марс», рыцаря, борющегося с Маллоком, и скелетов Скелли и Кость.

## Главные герои
- Клатч Пауэрс (Clutch Powers) — известный исследователь вселенной Lego, «видит» в уме различные макеты возможных конструкций из имеющегося в распоряжении набора деталей, может стремительно собрать нужную конструкцию (что он успешно продемонстрировал в борьбе с пещерным зверем и при строительстве разрушенного троллем моста).
- Пэг Муринг (Peg Mooring) — биолог, открыла 13 видов морских животных; по смелости не уступает даже Брику, владеет искусством дипломатии.
- Берни фон Бим (Bernie von Beam) — инженер; робкий, влюблен в Пег, но боится ей об этом сказать; умеет составлять чертежи и собирать по ним.
- Брик Мастерсон (Brick Masterson) — пожарный и эксперт по оружию; небрежен, из-за чего часто наносит серьёзный ущерб (спалил целый квартал; собрал повозку не по инструкции, из-за чего она в самый ответственный момент развалилась), зато чрезвычайно силен физически (без труда подтягивается на перекладине 1000 раз).
- Принц Верон (Prince Varen) — законный наследник королевства Эшлар, сын Короля Ревета, поначалу неопытный и пассивный из-за неверия в свои силы.
- Злобный Маллок (Mallock the Malign) — злой колдун, сбежавший из космической тюрьмы и поработивший средневековое королевство Эшлар.

## Второстепенные персонажи
- Кьелд Плэйвелл (Kjeld Playwell) — директор корпорации Lego.
- Арти Фол (Artie Fol) — учёный, разработчик космических кораблей.
- Рок Пауэрс (Rock Powers) — исчезнувший отец Клатча.
- Командир Часов (Watch Commander) — охранник из космической тюрьмы.
- Хогар (Hogar the Troll) — тролль, помогает принцу Верону.
- Король Ревет (King Revet) — великий правитель королевства Эшлар, отец принца Верона.
- Скелли, Кость (в русском переводе Черепушка и Костяшка) (Skelly, Bones) — скелеты-раздолбаи, служат Злобному Маллоку.

## Озвучивание
- Clutch Powers — Ryan McPartlin
- Peg Mooring — Yvonne Strahovski
- Kjeld Playwell — Пол Майкл Глейзер
- Brick Masterson — Roger Rose
- Берни фон Бим / Арти Фол — Джефф Беннетт
- Watch Commander — Rock Powers — Gregg Berger
- Mallock the Malign — Stephan Cox
- Skelly — Alex Désert
- Bones — Chris Hardwick
- Prince Varen — Christopher Emerson
- Hogar the Troll — Richard Doyle
- Lofar the Dwarf — John Di Crosta